# Manuel Palacio (académico)
José Manuel Palacio Arranz (Madrid, 2 de mayo de 1955) es un historiador, guionista, programador y comisario español, catedrático de Comunicación Audiovisual y Publicidad en la Universidad Carlos III de Madrid (UC3M). Está especializado en historia de la televisión en España y en los estudios culturales aplicados a la comunicación.

## Trayectoria
Licenciado en Derecho (1977) y en Ciencias de la Imagen (1979) por la Universidad Complutense de Madrid (UCM), se doctoró en la misma universidad en el año 1988 con una tesis titulada Vídeo un arte visual. Forma parte de la primera generación de académicos españoles que se incorporaron a la universidad como docentes e investigadores en el área de la comunicación audiovisual en los años de la Transición democrática y tras la restauración del sistema de libertades. 
Tras un periodo como profesor en la UCM, en 2002 recibió el encargo de organizar los estudios de Comunicación Audiovisual en la Universidad Carlos III de Madrid por parte de su fundador, Gregorio Peces-Barba [cita requerida]. En el periodo 2010-2018 fue Decano de la Facultad de Humanidades, Comunicación y Documentación de la Universidad Carlos III de Madrid.
Es fundador del grupo de investigación Tecmerin (2006-), que impulsa la colección de Cuadernos Tecmerin centrada en la historia oral de cine y la televisión española y la publicación online Tecmerin-Revista de Ensayos audiovisuales, la primera publicación académica centrada en videoensayos en lengua española y considerada una de las más relevantes en su ámbito por Sight&Sound. En 2021 funda el Instituto Universitario del Cine Español (IUCE-UC3M), el primero dedicado a esa temática en la universidad españolay que se presentó oficialmente con ocasión de I Día del Cine Español el 6 de octubre de 2021. Desde el Instituto se ha impulsado la recuperación y digitalización de filmes españoles de gran relevancia, como los documentales realizados por Nadia Werba en la España de los años 60 o el cortometraje El pequeño río Manzanares (1956), primer cortometraje del cineasta Carlos Saura.

### Investigación
Los trabajos de Manuel Palacio se centran en la introducción de los estudios culturales en la academia española, los estudios fílmicos de los públicos y la historia social y cultural de la televisión. Sus investigaciones sobre la historia de la televisión y del cine en España forman parte de la corriente académica conocida como New Cinema History. 
Manuel Palacio ha publicado más de cien investigaciones académicas entre monografías, capítulos de libros y artículos científicos sobre la historia de la televisión en España, especialmente sobre el papel que jugó la televisión española durante la Transición. Una investigación que cristalizó en obras como La televisión durante la Transición española (Cátedra, 2012), que explica el medio televisivo como elemento de democratización de la sociedad española tras la dictadura franquista o el documental Las lágrimas de presidente (Gregorio Roldan, 2010), diseñado para el extinto canal Cultural·es de Radio Televisión Española.

### Actividad no académica
Paralelamente a su desempeño universitario, Manuel Palacio ha ejercido labores de programación y comisariado. Fue director del Aula de Cine de la Universidad Complutense de Madrid (1978-1982) [cita requerida], director del Festival de Vídeo musical de Vitoria (1988-1994), evento de especial relevancia en la escena cultural durante los años ochenta y noventa para videocreadores, y Comisario de la exposición La imagen sublime. Video creación en España (Centro de Arte Reina Sofía, 1987), con la que también se inauguraría el Centro Cultural de España en Buenos Aires (Argentina). Ha sido crítico de nueva imagen y televisión de los diarios La Voz de Galicia y El Sol. Guionista de las series El arte del vídeo (TVE, 1990) y Las lágrimas del presidente (TVE, 2009), además de asesor de programación de la Televisión Educativa Iberoamericana (TEIB).

## Obras escritas (selección)
Libros sobre historia del cine y la televisión
- Práctica Fílmica y vanguardia artística en España. The Avant garde Film in Spain (con Eugeni Bonet), Universidad Complutense, 1983.
- La imagen sublime. Vídeo de creación en España. (1970-1987), Centro de Arte Reina Sofía, 1987.
- Una historia de la televisión en España. Arqueología y modernidad, ELR, 1992.
- Historia de la televisión en España, Gedisa, 2001.
- Las cosas que hemos visto. 50 años y más de TVE, Instituto RTVE, 2006.
- La televisión durante la Transición española, Cátedra, 2012.
- Producción y desarrollo de proyectos audiovisuales (con Carmen Ciller), Síntesis, 2016.
- Histoire sociale de la télévision en Espagne, GRIMH, 2020.
- Kleine (Sozial-) Geschichte des spanischen Fernsehens, Schüren Verlag, 2022.
- Los memes. Por una comprensión de un fenómeno de nuestro tiempo (con Nancy Berthier), Ediciones Ocho y Medio, 2022.
- La televisión en España. 1990-2020, Cátedra, 2024.

Selección de artículos académicos
- Palacio, M. (1999). Elogio posmoderno de las coproducciones. Cuadernos de la Academia, 5, 221-235.
- Palacio, M. (2002). Francisco Franco y la televisión. Archivos de la filmoteca: revista de estudios históricos sobre la imagen, 42-43, 72-95.
- Díaz López, M., Palacio, M., De Miguel, J., Martínez, C., Sánchez, R., y Tejedor, C. (2005). Haciendo estudios culturales: reflexiones sobre la recepción a propósito de "Flores de otro mundo". Cuadernos de la Academia, 13-14, 493-510.
- Palacio, M., y Fece Gómez, J. L. (2006). Espagne: le sous-texte des élections. Hermès: Cognition comunication politique, 46, 73-78.
- Palacio, M. (2007). Estudios culturales y cine en España. Comunicar. Revista Científica de Comunicación y Educación, 29, 69-73.
- Palacio, M. (2007). La televisión pública española (TVE) en la era de José Luis Rodriguez Zapatero. Journal of Spanish Cultural Studies, 8(1), 71-83.
- Palacio, M. (2007). Cinquant'anni di televisione in Spagna. Memoria e ricerca, 26, 69-81.
- Palacio, M., y Ibáñez, J. C. (2015). A new model for Spanish cinema. Authorship and globalization: the films of Javier Rebollo. Journal of Spanish Cultural Studies, 16(1), 29-43
- Palacio, M. y Ciller, C. (2016). Cecilia Roth en España (1976-1985). Signa: Revista de la Asociación Española de Semiótica, N 20, 2011, págs. 335-358
- Palacio, M. (2018). La recepción de la televisión en España: un estudio histórico. Zer: Revista de estudios de comunicación, 23(1), 103-120.
- Palacio, M. (2020). El año 1992, una revisión critica. Journal of Spanish Cultural Studies, 21(1), 1-20.
- Palacio Arranz, M., y Mejón Miranda, A. (2020). Historiografía y capital simbólico de los estudios en Comunicación, Cine y Televisión en España. El profesional de la información, 29(4), 1699-2407.

Dirección de obras colectivas
- Historia general del cine. Volumen XII. El cine en la era del audiovisual (con Santos Zuzunegui), Cátedra, 1995.
- Historia general del cine. Volumen VI. La transición del mudo al sonoro (con Pedro Santos), Cátedra, 1995.
- Historia general del cine. Volumen V. Europa y Asia, 1918-1933 (con Julio Pérez Perucha), Cátedra, 1997.
- La programación de televisión (con José Miguel Contreras), Síntesis, 2001.
- El cine y la transición política en España, 1975-1982, Biblioteca Nueva, 2012.
- Transnational Cinema in Europe (con Jörg Türschmann), Lit Vergag, 2013.
- Cine y cultura popular en los noventa. España y Latinoamérica (con Vicente Ortega), Peter Lang, 2020).

## Obras audiovisuales
- Guionista de la serie de televisión El arte del vídeo (TVE, 1990).
- Productor con Eduardo Trias de Carmen de Laurie Anderson, (Productora Andaluza de Programas, 1992).[13]
- Guionista de Las lágrimas de presidente (Gregorio Roldán, 2010).
- Guionista y productor con Ana Mejón de Las polémicas públicas y la censura cinematográfica. El estreno de All Quiet on the Western Front (1930) en Berlín. Tecmerin-Revista de video ensayos.[14]

## Distinciones
- Premio de Investigación de la Asociación Española de Historiadores de Cine (2001) por la obra Historia de la televisión en España (Gedisa, 2001).[15]
- Premio GRIMH en reconocimiento a su trayectoria (2022) por parte del Groupe de Recherche sur l'Image dans le Monde Hispanique (Universidad de Lyon).